# ピエトロ・ディ・クリストファロ級コルベット
ピエトロ・デ・クリストファロ級コルベット（ピエトロ・デ・クリストファロきゅうコルベット; イタリア語: Corvette classe Pietro De Cristofaro）はイタリア海軍で用いられていた対潜コルベットの艦級。

## 概要
イタリア海軍は、1955年よりアルバトロス級コルベットの運用を開始していた。本級は同級の発展型として開発されたもので、主に対潜戦能力が強化された。ソナーは、アルバトロス級では戦中世代のサーチライト・ソナーであるQCUが搭載されていたのに対し、本級では戦後世代のスキャニング・ソナーであるAN/SQS-36に更新されたほか、ネームシップ以外の3隻では、その可変深度ソナー版であるAN/SQA-13も搭載された。対潜兵器も強化されており、戦後に国産開発したK113 メノン 305mm対潜迫撃砲に加えて3連装短魚雷発射管も搭載された。また射撃指揮装置も更新されており、主方位盤としてOG-3を艦橋構造物上に、また副方位盤としてMk.51 射撃指揮装置を後方に搭載した。OG-3は火器管制レーダーとしてRTN-7Aを備えていた。
1962年より建造が開始され、1965年から翌年にかけて4隻が就役した。有事においてはシチリア海峡など要衝の警備を行なうように計画されており、平時には排他的経済水域の警備任務に充てられた。1973年9月21日、本級の1番艦である「ピエトロ・デ・クリストファロ」は、リビア沖33マイルにおいて洋上警備任務中、リビア空軍のミラージュF1による攻撃を受けた。2回に渡ってDEFA 550 30mm機関砲による機銃掃射が行なわれ、同艦は艦首側に数発の30mm砲弾を被弾したが、損害は比較的軽微であった。同艦は76mm砲によって応射したものの、命中弾は認められなかった。リビア側はこの事件に対して遺憾の意を表明した。
本級は冷戦期間を通じて任務を継続したものの、船体・兵装ともに老朽化が進み、1980年代後半より後継のミネルヴァ級コルベットが就役を開始したことから、1992年より順次に退役を開始し、1994年までに運用を終了した。
| #    | 艦名                                             | 起工       | 就役       | 退役       |
| ---- | ------------------------------------------------ | ---------- | ---------- | ---------- |
| F540 | ピエトロ・デ・クリストファロ Peter De Cristofaro | 1963年 4月 | 1965年5月  | 1992年10月 |
| F541 | ウンベルト・グロッソ Salvatore Todaro            | 1962年10月 | 1964年12月 | 1993年     |
| F546 | サルバトーレ・トダーロ Umberto Grosso            | 1963年 9月 | 1965年5月  | 1992年5月  |
| F550 | リチオ・ヴィスィンティーニ Licio Visintini       | 1962年10月 | 1964年10月 | 1994年     |